# Geum capense
Geum capense är en rosväxtart som beskrevs av Carl Peter Thunberg. Geum capense ingår i släktet nejlikrotsläktet, och familjen rosväxter. Inga underarter finns listade i Catalogue of Life.